# Alexander Karl Heinrich Braun
Alexander Karl Heinrich Braun (Ratisbona, 10 de mayo de 1805 - 29 de marzo de 1877) fue un botánico alemán. Braun fue el representante más destacado de la morfología idealista vegetal.

## Biografía académica
Alexander Braun estudió botánica en Heidelberg, París y Múnich. Fue profesor de botánica en Friburgo de Brisgovia (1846), Giessen (1850) y en la Universidad de Berlín (1851). Más tarde, fue director del jardín botánico de Berlín.

## Obra
Los trabajos más conocidos de Braun versaron sobre la célula vegetal y la filotaxia en espiral.
Braun dedicó gran parte de su obra a la reflexión sobre la individualidad orgánica en los vegetales. A partir del paralelismo entre el ciclo vital de un vegetal y la vida de los taxones, Braun estableció una distinción entre el "individuo morfológico" y el "individuo fisiológico" que tendrá una gran influencia sobre Ernst Haeckel.